# San Francisco International (televisiefilm)
San Francisco International (ook wel bekend als San Francisco International Airport) is een Amerikaanse televisiefilm uit 1970. De film werd geregisseerd door John Llewellyn Moxey.

## Verhaal
De film draait om de gebeurtenissen op San Francisco International Airport. Centraal staat Jim Conred, een medewerker die het vliegveld leidt op zijn manier. Dit tot grote ergernis van zijn baas.
Jim wordt geconfronteerd met een aantal problemen. Een kind wiens ouders op het punt van scheiden staan, steelt een klein propellervliegtuigje en moet met behulp van instructies van Jim het ding weer veilig zien te landen. Ondertussen hebben een paar criminelen het voorzien op een geldlading.

## Cast
| Acteur          | Personage                     |
| --------------- | ----------------------------- |
| Pernell Roberts | Jim Conrad                    |
| Clu Gulager     | Bob Hatten                    |
| Beth Brickell   | Katie Barrett                 |
| Van Johnson     | Lester Scott                  |
| Nancy Malone    | Tina Scott                    |
| David Hartman   | Ross Edwards                  |
| Ted Eccles      | Davey Scott (as Teddy Eccles) |
| Walter Brooke   | Clifford Foster Evans         |
| Cliff Potts     | William Sturtevant            |
| Jill Donohue    | Joan Edwards                  |
| Chuck Daniel    | Frank Davis                   |
| Dana Elcar      | George Woodruff               |

## Achtergrond
De film diende als pilot voor de televisieserie San Francisco International Airport.
De film werd bespot in de cultserie Mystery Science Theater 3000.

## Prijzen en nominaties
In 1971 werd “San Francisco International” genomineerd voor een Emmy Award in de categorie Outstanding Writing Achievement in Drama - Original Teleplay. Hij won deze echter niet.